# Sinterização a laser seletiva

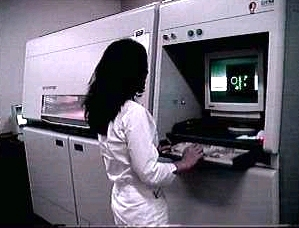
Máquina SLS sendo usada no Centro de Pesquisas Renato Archer, Brasil.

A sinterização a laser seletiva (SLS) é uma técnica de fabricação aditiva (FA) que usa um laser como fonte de energia e calor para sinterizar material em pó (geralmente nylon ou poliamida), apontando automaticamente o laser para pontos no espaço definidos por um modelo 3D, unindo o material para criar uma estrutura sólida.  É semelhante à fusão a laser seletiva; os dois são instâncias do mesmo conceito, mas diferem em detalhes técnicos. A SLS (bem como as outras técnicas de FA mencionadas) é uma tecnologia relativamente nova que até agora tem sido usada principalmente para prototipagem rápida e para produção de baixo volume de componentes. Os papéis de produção estão se expandindo à medida que a comercialização da tecnologia de FA melhora. 

## História
A sinterização a laser seletiva (SLS) foi desenvolvida e patenteada pelo Dr. Carl Deckard e pelo orientador acadêmico, Dr. Joe Beaman, na Universidade do Texas em Austin, no meio dos anos 1980, com financiamento da DARPA. Deckard e Beaman estiveram envolvidos na empresa inicial resultante, a Desk Top Manufacturing (DTM) Corp, estabelecida para projetar e construir as máquinas SLS. Em 2001, a 3D Systems, o maior concorrente da DTM Corp. e da tecnologia SLS, adquiriu a DTM Corp. 
A patente mais recente relacionada à tecnologia SLS de Deckard foi emitida em 28 de janeiro de 1997 e expirou em 28 de janeiro de 2014.
Um processo semelhante foi patenteado por R. F. Housholder em 1979, mas não foi comercializado.
Devido ao uso de lasers de alta potência, a SLS é frequentemente muito cara, além de potencialmente perigosa, para uso doméstico. O alto custo associado e o perigo potencial da impressão SLS devido à falta de sistemas a laser comercialmente disponíveis com invólucros de segurança Classe 1 significam que o mercado doméstico para a impressão SLS não é tão grande quanto o mercado de outras tecnologias de fabricação aditiva, como a Modelagem por Fusão de Filamento (FDM). 

## Tecnologia
A SLS é uma tecnologia de camada de fabricação aditiva que envolve o uso de um laser de alta potência (por exemplo, um laser de dióxido de carbono) para fundir pequenas partículas de plástico, metal, cerâmica ou pós de vidro em uma massa com uma forma tridimensional desejada. O laser funde seletivamente o material em pó, digitalizando as seções transversais geradas a partir de uma descrição digital 3D da peça (por exemplo, de um arquivo CAD ou dados de digitalização) na superfície de uma cama de pó. Após a digitalização de cada seção transversal, a cama de pó é abaixada em uma espessura de camada, uma nova camada de material é aplicada por cima e o processo é repetido até que a peça esteja completa.

Processo de sinterização a laser seletiva:
1 Laser 2 Sistema de escaneamento 3 Sistema de fornecimento de pó 4 Pistão de fornecimento de pó 5 Rolo 6 Pistão de fabricação 7 Leito de pó de fabricação 8 Objeto em fabricação (veja o detalhe) A Direção de escaneamento a laser B Partículas de pó sinterizadas (estado marrom) C Feixe de laser D Sinterização a laser E Leito de pó pré-colocado (estado verde) F Material não sinterizado em camadas anteriores

Devido à densidade da peça acabada depender da potência máxima do laser, em vez da duração do laser, uma máquina SLS normalmente usa um laser pulsado. A máquina SLS pré-aquece o material em pó a granel na cama de pó um pouco abaixo do seu ponto de fusão, para facilitar o aumento da temperatura das regiões selecionadas até o ponto de fusão.
Em contraste com a Estereolitografia (SLA) e a Modelagem por Fusão de Filamento (FDM), que geralmente exigem estruturas de suporte especiais para fabricar designs suspensos, a SLS não precisa de um alimentador separado para o material de suporte, pois a peça em construção é cercada por pó não sinterizado o tempo todo. Isso permite a construção de geometrias anteriormente impossíveis. Além disso, uma vez que a câmara da máquina está sempre cheia de material em pó, a fabricação de várias peças tem um impacto muito menor na dificuldade e no preço geral do design, graças a uma técnica conhecida como 'Nesting', onde várias peças podem ser posicionadas para se ajustar aos limites da máquina. Um aspeto do design que deve ser observado, no entanto, é que com a SLS é 'impossível' fabricar um elemento oco completamente fechado, pois o pó não sinterizado dentro do elemento não pode ser drenado. 
Uma vez que as patentes começaram a expirar, impressoras domésticas acessíveis se tornaram possíveis, mas o processo de aquecimento ainda é um obstáculo, com um consumo de energia de até 5 kW e temperaturas que precisam ser controladas dentro de 2 °C para as três etapas de pré-aquecimento, fusão e armazenamento antes da remoção. 

## Materiais
Um problema que limita o emprego da SLS para o fabrico aditivo num âmbito industrial alargado é a reduzida variedade de polímeros aplicáveis.

#### Qual é a razão para esta seleção restrita de materiais?
Para responder a estas perguntas e fornecer uma diretriz para a produção de materiais SLS bem-sucedidos, compreendendo a combinação de propriedades muito específica de propriedades, necessária para transferir um polímero normal para um pó SLS de sucesso, é crucial.
As diferentes propriedades podem ser divididas em intrínsecas (térmicas, óticas) e extrínsecas (partículas e pós). As propriedades intrínsecas são tipicamente dadas na forma a estrutura molecular do próprio polímero e não pode ser influenciada facilmente, enquanto o processamento prévio controla as propriedades extrínsecas.

#### Propriedades intrínsecas
Num sistema SLS é utilizado um feixe de laser de CO2 para fundir seletivamente as partículas de polímero depositadas numa camada fina. É necessária uma coalescência local completa das partículas de polímero na camada superior de pó.
Isto implica que a cristalização deve ser inibida durante o processamento o maior tempo possível, pelo menos para várias camadas sintetizadas. Assim, a temperatura de processamento deve ser controlada com precisão entre a fusão e a cristalização do polímero em causa. 
A região termodinâmica metaestável de fusão do polímero sub-arrefecido é designada por "janela de sinterização" do processamento SLS para um determinado polímero. Se a temperatura estiver demasiado próxima da cristalização a ondulação devido à cristalização prematura é induzida e as peças são distorcidas depois de se libertarem do leito de pó circundante enquanto se a temperatura for ligeiramente superior durante o processamento, pode evitar-se uma cristalização precoce, mas, neste caso, a temperatura está demasiado próxima da fusão e leva a uma perda da definição exata das características da peça.

#### Propriedades extrínsecas
A forma e a superfície das partículas individuais determinam em grande medida o comportamento do pó resultante. A quantidade de pequenas unidades é frequentemente responsável se um pó apresentar um comportamento de processamento SLS razoável ou não.
Apenas uma combinação específica dos ativos indicados conduz ao sucesso de um material para a ser utilizado na tecnologia sls. Esta é uma das razões para o número reduzido de materiais disponíveis comercialmente até à data. No futuro, é necessário um alargamento significativo do mercado de pós poliméricos, em especial para os polímeros de olefinas (PP, PE), é necessário para impulsionar a tecnologia SLS.

## Produção de pó
As partículas em pó são tipicamente produzidas por moagem criogênica em um moinho de bolas a temperaturas bem abaixo da temperatura de transição de vidro do material, o que pode ser alcançado executando o processo de moagem com adição de materiais criogênicos, como gelo seco (moagem a seco), ou misturas de nitrogênio líquido e solventes orgânicos (moagem a úmido). O processo pode resultar em partículas de forma esférica ou irregular com diâmetro de até cinco micrômetros. As distribuições de tamanho das partículas em pó são tipicamente gaussianas e variam de 15 a 100 micrômetros de diâmetro, embora isso possa ser personalizado para se adequar a diferentes espessuras de camada no processo de SLS. Revestimentos de ligantes químicos podem ser aplicados às superfícies das partículas após o processo; esses revestimentos auxiliam no processo de sinterização e são especialmente úteis para formar peças de material composto, como partículas de alumina revestidas com resina epóxi termoendurecível. 

### Espalhamento do pó
O espalhamento do pó é uma etapa crítica no processo de Sinterização Seletiva a Laser (SLS), que desempenha um papel fundamental na qualidade do leito de pó e, por conseguinte, na qualidade das peças produzidas. A utilização de métodos empíricos ou tentativa e erro é desaconselhável, dado o consumo significativo de mão de obra e matéria-prima. A qualidade da disposição do pó é avaliada com base em critérios como densidade, uniformidade e planicidade da camada de pó na área de formação.  
O objetivo central é garantir a preparação de uma impressão com um leito de pó plano, uniforme e de alta densidade, para garantir um desempenho satisfatório. A precisão dimensional e as propriedades mecânicas das peças sinterizadas são diretamente afetadas pela qualidade da disposição do pó, que está intimamente relacionada às características do fluxo do pó e aos parâmetros do processo de espalhamento do pó. A fluidez do pó é uma propriedade fundamental para alcançar uma distribuição uniforme das camadas, contudo depende de vários fatores, como a distribuição do tamanho, forma, as forças de interação entre as partículas e a temperatura. 
É de suma importância estabelecer uma relação entre os parâmetros das propriedades do pó, os parâmetros do processo de espalhamento do pó e a qualidade da disposição do pó, a fim de ampliar a variedade de matérias-primas utilizadas no processo de sinterização. A avaliação da qualidade do espalhamento do pó pode ser dividida pela qualidade do pó (como densidade e espessura do espalhamento do pó, taxa de cobertura e uniformidade de superfície) e morfologia do fluxo do pó (incluindo taxa de deposição e taxa de variação do ângulo de avalanche). 
Análises prévias demonstram que o tamanho das partículas exerce uma influência considerável na densidade aparente, no desvio padrão da densidade e na rugosidade da camada de pó na área de formação. Partículas menores têm maior probabilidade de se aglomerar devido a forças eletrostáticas, resultando em uma melhoria na densidade aparente, na redução do desvio padrão da densidade e no aprimoramento da uniformidade da densidade. O aumento da velocidade de translação do pistão de fabricação, diminui lentamente a densidade aparente na área de formação, mas velocidades extremamente altas ou baixas do rolo não contribuem para melhorar a uniformidade da densidade do pó e reduzir a rugosidade da superfície da camada de pó.

### Mecanismos de sinterização

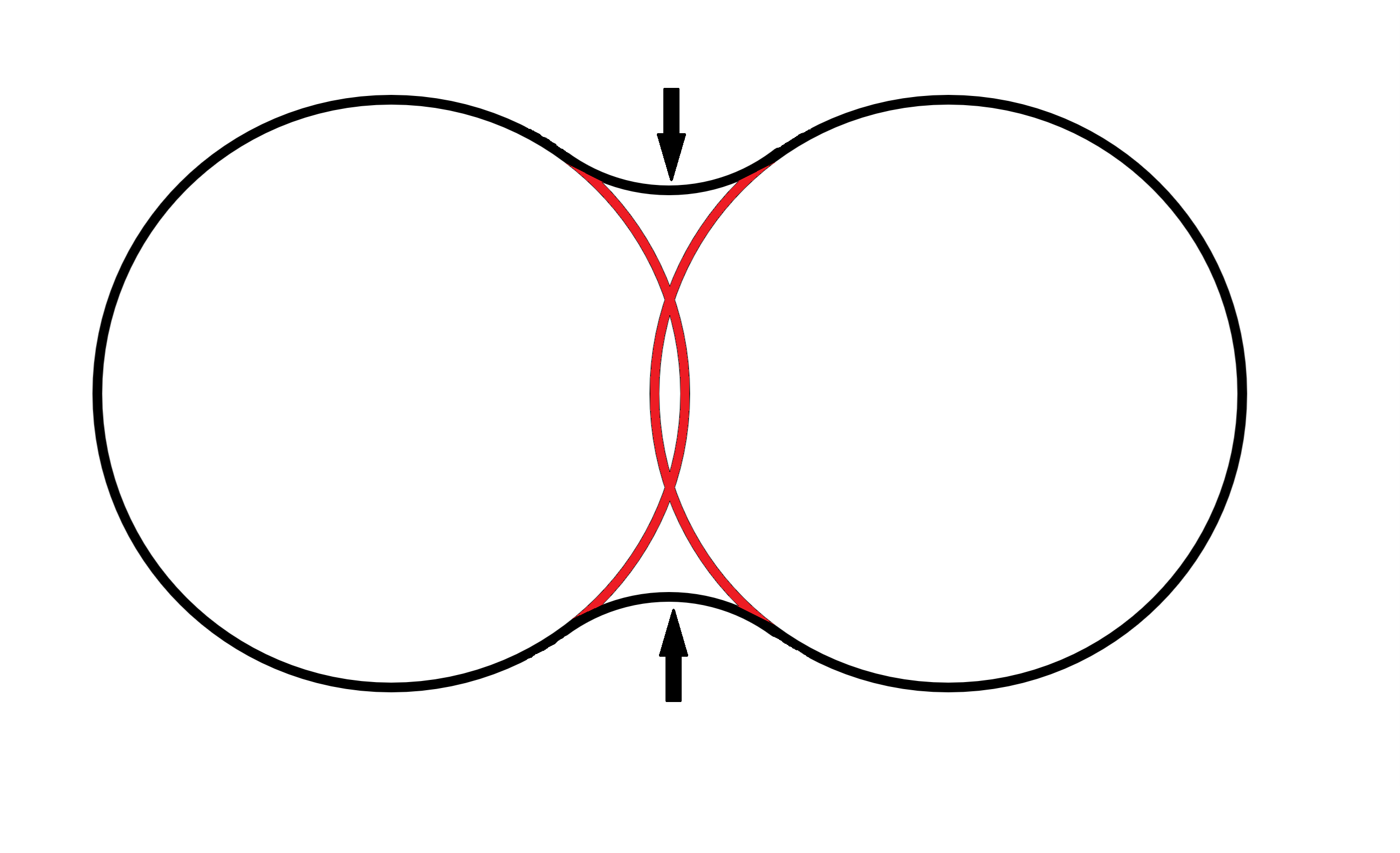
Diagrama mostrando a formação do pescoço em duas partículas de pó sinterizado. As formas originais são mostradas em vermelho.

A sinterização na SLS ocorre principalmente no estado líquido, quando as partículas em pó formam uma camada de microfusão na superfície, resultando em uma redução na viscosidade e na formação de uma ponte radial côncava entre as partículas, conhecida como "necking", devido à resposta do material para reduzir sua energia superficial. No caso de pós revestidos, o objetivo do laser é derreter o revestimento da superfície, que atuará como um ligante. A sinterização no estado sólido também é um fator contribuinte, embora com uma influência muito reduzida, e ocorre a temperaturas abaixo da temperatura de fusão do material. A principal força motriz por trás do processo é novamente a resposta do material para reduzir seu estado de energia livre, resultando na difusão de moléculas entre as partículas. 

## Tensões residuais e medição
A Sinterização a Laser Seletiva (SLS), sendo um processo de alta energia, gera gradientes de temperatura significativos no material sendo processado. Esses diferenciais térmicos resultam em distribuições complexas de tensões residuais nos componentes fabricados. Essas tensões residuais, por sua vez, têm um impacto profundo no comportamento mecânico e na integridade estrutural dos materiais durante e após o processo de produção, pois podem prejudicar a resistência final do produto, ao se somar ou subtrair das tensões aplicadas, aumentando a possibilidade de falhas devido à interação das tensões residuais com as tensões aplicadas ou devido a defeitos não observados, já que as tensões aplicadas são reduzidas pelas tensões residuais.
As principais maneiras de medir as tensões residuais em uma peça SLS são: 

### Métodos baseados em distorção (destrutivos)
O método destrutivo envolve a remoção de seções com tensões residuais intrínsecas do material e a medição da deformação superficial que ocorre como resultado. Essa deformação é então usada para aproximar as tensões originais da peça. Dois métodos comumente usados são o método de perfuração de orifícios e o método de contorno. A principal diferença entre esses métodos é que, às vezes, se usam métodos semi-destrutivos na perfuração de orifícios, os espécimes ainda podem ser usados. No método de contorno, o estresse é medido ao longo de uma secção transversal em uma direção única, cortando a amostra ao longo de uma linha reta, liberando a deformação causada pelo estresse, que pode ser medida para determinar as tensões residuais. 

### Métodos de difração (não-destrutivos)
O método não destrutivo utiliza técnicas que não exigem a remoção de material. Essas técnicas incluem a difração de raios-X, que usa raios-X como sondas para medir tensões residuais, e a difração de neutrões, semelhante à difração de raios-X, mas que pode medir profundidades de penetração maiores. 

## Aplicações
A tecnologia SLS é amplamente utilizada em muitas indústrias em todo o mundo devido à sua capacidade de criar geometrias complexas com pouco ou nenhum esforço adicional de fabricação. Sua aplicação mais comum é em peças de protótipo no início do ciclo de design, como padrões para fundição por investimento, hardware automotivo e modelos de túneis de vento. A SLS está sendo cada vez mais usada na fabricação em lotes limitados para produzir peças de uso final para aeroespacial, militar, médico, farmacêutico e hardware eletrônico. Em um chão de fábrica, a SLS pode ser usada para a fabricação rápida de dispositivos, gabaritos e acessórios. Devido ao processo exigir o uso de um laser e de outros equipamentos caros e volumosos, não é adequado para uso pessoal ou residencial, no entanto, encontrou aplicações na arte.

## Vantagens
- A camada de pó sinterizado é totalmente autossustentável, permitindo: 
  - Altos ângulos de sobreposição (0 a 45 graus do plano horizontal);
  - Geometrias complexas incorporadas profundamente em peças, como canais de refrigeração conformais;
  - Produção em lote de várias peças produzidas em matrizes 3D, um processo chamado de aninhamento;

- As peças possuem alta resistência e rigidez;
- Boa resistência química;
- Diversas possibilidades de acabamento (por exemplo, metalização, esmalte de forno, retificação vibratória, coloração em banho, ligação, revestimento em pó, revestimento, flocagem);
- Biocompatível de acordo com EN ISO 10993-1[20] e USP/level VI/121 °C
- Peças complexas com componentes internos podem ser construídas sem aprisionar o material e alterar a superfície durante a remoção do suporte;
- Processo de fabricação aditiva mais rápido para impressão de protótipos funcionais, duráveis ou peças para o usuário final;
- Grande variedade de materiais com características de resistência, durabilidade e funcionalidade;
- Devido às propriedades mecânicas confiáveis, as peças muitas vezes podem substituir plásticos típicos moldados por injeção.

## Desvantagens
- As peças têm superfícies porosas; essas podem ser seladas por vários métodos de pós-processamento, como revestimentos de cianoacrilato ou prensagem isostática a quente.[21]

## Eficiência energética e de recursos do SLS
A carência de uma análise aprofundada do processo SLS resulta na perda de oportunidades de otimização do mesmo e na perda de um design de impressoras mais aprimorado do ponto de vista da pegada ecológica. Os principais fatores que contribuem para o impacto ambiental do SLS são o consumo de energia, o material desperdiçado e as emissões geradas pelo processo.
Melhorias propostas para o melhoramento da eficiência energética e de recursos:
1. A minimização do consumo total de energia pode ser alcançada ao ligar e desligar seletivamente os subsistemas das impressoras em diferentes modos operacionais. Por exemplo, o sistema de arrefecimento do laser, que consome entre 2kW e 3kW, pode ser desativado quando não estiver em uso em determinados modos.
2. A introdução de ciclos de arrefecimento externo pode resultar em uma redução de até duas horas no tempo de produção, ao mesmo tempo em que possibilita a recuperação parcial do calor residual da peça anterior.
3. É importante notar que o consumo total de energia está diretamente ligado ao tempo total de produção. Estratégias para reduzir o tempo de produção incluem a otimização da orientação da peça e a eficiência da malha.
4. Um melhor isolamento da câmara de produção pode eliminar a necessidade constante de reposição, contribuindo para a eficiência geral do processo.
5. Soluções para minimizar o desperdício de material podem ser implementadas através de procedimentos de reciclagem otimizados, como o método prático fornecido por Dotchev, que permite a recolha e separação de pós não sinterizados.